# Morin Lake
Morin Lake är en sjö i Kanada.   Den ligger i provinsen Saskatchewan, i den centrala delen av landet, 2 400 km väster om huvudstaden Ottawa. Morin Lake ligger 371 meter över havet. Arean är 15,2 kvadratkilometer. Den sträcker sig 8,8 kilometer i nord-sydlig riktning, och 7,6 kilometer i öst-västlig riktning.
I omgivningarna runt Morin Lake växer i huvudsak barrskog. Trakten runt Morin Lake är nära nog obefolkad, med mindre än två invånare per kvadratkilometer.